# Masonic
Masonic – opuszczone miasto w hrabstwie Mono na wschodnie Kalifornii. Położone około 10 mil (16,093 km) na północny wschód od Bridgeport. Podzielone na miasto wyższe, średnie i niższe. Większość ruin pozostało w średnim. Powstało w 1860 roku, w związku z odkryciem złota. Maksymalna liczba mieszkańców, wyniosła 1000. Wydobycie ustało pod koniec XIX wieku.